# Ilvesbach
Der Ilvesbach ist ein fast 7 km langer Bach im Stadtgebiet von Sinsheim im Rhein-Neckar-Kreis im nordöstlichen Baden-Württemberg, der nach überwiegend nordöstlichem Lauf in Sinsheim gegenüber dem alten Stadtkern von links und zuletzt Südosten in die mittlere Elsenz mündet.

## Name
Der Ilvesbach wird in zumindest älterer heimatkundlicher Literatur und noch auf einer Karte vom Ende des 19. Jahrhunderts Ilversbach genannt. Auch hat der Name im lokalen Dialekt anscheinend weibliches Geschlecht.

## Geographie

### Verlauf
Der Ilvesbach beginnt seinen Lauf auf etwa 213 m ü. NHN ungefähr zwei Kilometer westlich des Dorfes Weiler von Sinsheim und ungefähr 0,6 km südwestlich des zum Stadtteil gehörenden Wohnplatzes Hammerau im Großen Wald am Beginn der den nordöstlichen Lauf des Baches einfassenden Wiesenbucht in der sogenannten Hasenklinge. Gegenüber einer ersten Weitung der Flur rechtsseits liegen zwei Kleinteiche nahe im Wald, nach denen er bald den Wohnplatz Hammerau auf einem Geländehöcker über dem rechte Ufer passiert.
Danach  liegt auf dem links begleitenden, flacher werdenden  Höhenrücken Haferberg der erste Acker nahe dem Lauf.  Er fließt am Birkenauerhof am rechten Ufer vorbei und lässt dann den Wald ganz hinter sich. Wenig darauf mündet von Westen und dem  Weiler Immelhäuser Hof her der Immelhäusergraben zu, nach Länge und beigetragenem Einzugsgebiet ein zweiter Oberlauf des Ilvesbachs.
In nicht sehr tiefer Mulde fließend, erreicht er am Mittellauf am Gewann Oberer Alter See den Beginn des Naturschutzgebietes  Feuchtgebiete am Ilvesbach, in der Natur kenntlich am kleinen Geviert einer Wiesenbrache im Ackerland, in welchem nun erstmals größere Bäume am Ufer stehen. Dort zieht vom Hang des Steinsbergs (332,2 m ü. NHN) im Süden herab eine Talmulde mit Wassergraben aus dem Reut, aus der heraus die L 550 Weiler–Sinsheim den Bach quert.
Etwa in der Mitte des rund zwei Kilometer lang den Bach begleitenden Naturschutzgebietes durchläuft der Bach das baumumsäumte Hochwasserrückhaltebecken Rauhwiesensee, in dem ein 2,3 ha großer See dauerhaft angestaut ist. Auf den flachen linken Hügeln beginnt der bebaute Bereich von Sinsheim, seitdem im Jahre 2009 dort die von vielen Parkplätzen umgebene Rhein-Neckar-Arena fertiggestellt wurde, während der sich weit bis auf den Gipfel des Steinsbergs hinauf ziehende rechte Hang weiterhin Landwirtschaftsfläche ist.
Das Naturschutzgebiet endet kurz nach dem Zufluss des Asbachs von Süden an der Bundesautobahn 6, die der Bach daraufhin unterquert. Jenseits liegt ein großes Industriegebiet von Sinsheim, durch das hindurch sich der Ilvesbach auf nordwestlichen Lauf wendet. Er unterquert die  Elsenztalbahn, die das Industriegebiets zur weiten Flussaue  der Elsenz hin begrenzt, und zieht am Flugplatz Sinsheim am rechten Ufer vorbei, dem dann auf dieser Seite Sportplätze und links ein Freibad folgen. Zuletzt fließt er an innerstädtischer Bebauung vorbei auf etwa 155 m ü. NHN gegenüber der Kernstadt zwischen der Elsenzbrücke vom Karlsplatz her und jener der Bahnhofstraße von links und Südosten verdolt in die mittlere Elsenz ein.
Der Ilvesbach mündet damit nach einem 6,8 km langen Lauf mit mittlerem Sohlgefälle von nur etwa 8,5 ‰ ungefähr 58 Höhenmeter unterhalb seines Ursprungs am Großen Wald.

### Einzugsgebiet
Der Ilvesbach hat ein 14,1 km² großes Einzugsgebiet, das naturräumlich zur Gänze im Kraichgau liegt. Der Bach entspringt am Rande von dessen Unterraum Eichelberg, wechselt dann gleich ins Eichelbergvorland und etwa am Zufluss des linken Oberlaufs Immelhäusergraben in den Schwarzbachgäu. Der höchste Punkt ist der 332,2 m ü. NHN hohe Gipfel des Steinsberg-Kegels am Südrand des Einzugsgebietes.
Im Bogen etwa vom Steinsberg im Süden bis zum Schindwasen im Nordwesten steht im oberen Bereich des Einzugsgebietes der Große Wald, in welchem der obere Ilvesbach, der Immelhäuserbach und der untere Dührenergraben in Flurbuchten laufen. Der übrige, nicht überbaute Teil des Einzugsgebietes steht überwiegend unterm Pflug, ausgenommen nur die feuchte Mitteltalmulde mit Wiesen und die Steillagen am  oberen und dann wieder unteren Steinsberghang, wo Obstwiesen und verbuschende Flächen liegen. Die Grenze der städtischen Bebauung Sinsheims beginnt wegen der 2009 fertiggestellten Rhein-Neckar-Arena und ihrer weiten Parkflächen links des Baches schon etwa an der L 550 Weiler–Sinsheim, rechts dagegen erst an der A 6.
Reihum grenzen die Einzugsgebiete folgender Nachbargewässer an:
- Im Nordwesten fließt der Erlenbach etwa parallel zum Ober- und Mittellauf des Ilvesbachs ebenfalls zur Elsenz;
- im Nordosten ist in der breiten Talaue des Flusses die Elsenz selbst das nächste Gewässer;
- im Südosten entwässern der kleine Ackerbach und am steileren Hang kurz der etwas längere Reihenbach den Osthang des Steinsbergs zur Elsenz;
- vom Südfuß des Steinsbergs läuft der Sulzgraben oder Sulzbachgraben  noch etwas weiter aufwärts zur Elsenz;
- hinter der Südgrenze vom Steinsbergs bis zum Südwesteck des Einzugsgebietes führt der Hilsbach den Abfluss der anderen Seite zum obersten, südostwärts laufenden Abschnitt der Elsenz.
- Die Wasserscheide an der Westsüdwestseite zieht durch den Großen Wald, jenseits ihrer sammelt der Waldangelbach seine obersten Zuflüsse, der über den Leimbach in den Oberrhein entwässert. Diese Scheide ist als Teil der Hauptwasserscheide des Kraichgaus zwischen dem Neckar diesseits und dem Rhein oberhalb des Zuflusses des Neckars jenseits deshalb die hydrologisch wichtigste.

### Zuflüsse und Seen
Liste der Zuflüsse und  Seen von der Quelle zur Mündung. Gewässerlänge, Seefläche, Einzugsgebiet und Höhe nach den entsprechenden Layern auf der Onlinekarte der LUBW. Andere Quellen für die Angaben sind vermerkt.
Ursprung des Ilvesbachs auf etwa 213 m ü. NHN in der Hasenklinge ca. 0,6 km südwestlich von Sinsheim-Hammerau in dieser dort beginnenden, nach Nordosten offenen Flurbucht im Großen Wald. Das Gewässer läuft lange in Wiesen- und Weggräben nordöstlich.
- Passiert auf wenig über 200 m ü. NHN in der Hasenklinge zwei kleine Teiche nahe am linken Ufer kurz vor Hammerau, zusammen unter 0,1 ha.
- Immelhäusergraben, von links und zuletzt Westen auf etwa 173 m ü. NHN etwa  km unterhalb des Birkenauerhofs, 1,9 km und 2,8 km². Entsteht auf etwa 200 m ü. NHN ca. 1,0 km südwestlich des Immelhäuser Hofes am Ende eines trockenen Klingenrisses im Großen Wald und am Anfang einer auf den Immelhäuser Hof zulaufenden Flurbucht darin. Teilweise wird zumindest der Unterlauf ab dem Dührenergraben-Zufluss dieses gegenüber dem Ilvesbach selbst nur wenig einzugsgebietsärmeren Ilvesbach-Oberlaufs als Ilvesbach bezeichnet.
  -  Passiert einen Teich auf etwa 180 m ü. NHN an der Ostseite des Immelhäuser Hofes eng im Mündungswinkel des nächsten, unter 0,1 ha.
  - Dührenergraben, von links und Westnordwesten auf etwa 179 m ü. NHN 1,2 km und ca. 1,5 km².[LUBW 7] Entsteht auf etwa 215 m ü. NHN im Forstdistrikt Linsenstein des Großen Waldes.
An diesem Zufluss läuft der Immelhäusergraben ostwärts.
- (Graben aus dem Reut), von rechts und Südosten auf etwa 171 m ü. NHN am Beginn des Naturschutzgebietes Feuchtgebiete am Ilvesbach und kurz vor dem Feuchtwiesengeviert Oberer alter See darin, ca. 0,9 km[LUBW 7] und ca. 1,0 km².[LUBW 8] Entsteht unbeständig auf etwa 197 m ü. NHN am Nordfuß des Steinsbergs in einer viel weiter aufwärts beginnenden Geländemulde links neben der L 550 Weiler–Sinsheim. Abschnittsweise Feldweggraben.
- Durchfließt auf etwa 167 m ü. NHN etwa in der Mitte des den Ilvesbach begleitenden Naturschutzgebietes den dauergestauten See des Rückhaltebeckens Rauwiesensee, 2,3 ha.
- Asbach, von rechts und insgesamt Süden auf etwa 160 m ü. NHN kurz vor dem Ende des Naturschutzgebietes und gegenüber der Rhein-Neckar-Arena, 1,4 km und 1,0 km². Entsteht auf etwa 190 m ü. NHN im Oberen Wingertsbruch.<nr />Nach diesem Zufluss wendet sich der Ilvesbach in einer langen Linkskurve an der A 6 durchs Sinsheimer und Steinsfurter Industriegebiet auf zuletzt nordwestlichen Lauf, den er nach der Unterquerung der Elsenztalbahn an der anderen Seite des Industriegebietes zur weiten unbebauten Elsenz-Aue erreicht hat.
- Schäfersbruchgraben, von links und Südwesten auf etwa 156 m ü. NHN gleich nach der Unterquerung des Bahnlinie und gegenüber dem Flugplatz Sinsheim, 2,3 km und 1,3 km². Entsteht auf etwa 192 m ü. NHN am Waldweg von der Hexenbuschhütte in Richtung Sinsheim am Rand des Großen Waldes zum offenen Schindwasen. Bis zum Bebauungsrand Sinsheims meist Weggraben in natürlicher Mulde, danach meist verdolt.

Mündung des Ilvesbachs von links und Südosten auf etwa 156 m ü. NHN in Sinsheim zwischen der Elsenzbrücke vom Karlsplatz her und jener der Bahnhofstraße in die mittlere Elsenz. Der Ilvesbach ist 6,8 km lang und hat ein 14,1 km² großes Einzugsgebiet.

### Ortschaften
am Lauf mit ihren Zugehörigkeiten. Nur die Namen tiefster Schachtelungsstufe bezeichnen Siedlungsanrainer.
- Stadt Sinsheim
  - Stadtteilgemarkung Weiler
    - Hammerau (Wohnplatz, rechts)

  - Stadtteilgemarkung Sinsheim
    - Rhein-Neckar-Arena (links über der Talaue)
    - Industriebebauung (links im mit Steinsfurt gemeinsamen Industriegebiet)

  - Stadtteilgemarkung Steinsfurt
    - (rechter Gebietsanlieger, meist unbebaut bis zuletzt im mit Sinsheim selbst gemeinsamen Industriegebiet)

  - Stadtteilgemarkung Sinsheim
    - zentrales Sinsheim

## Geologie
Im ganzen Einzugsgebiet stehen im Untergrund Keuper-Gesteine an – ausgenommen nur den vulkanische Härtling des Steinsberg-Kegels am Südrand, wo in einem paläogenen Vulkanschlots besonders erosionsresistente Gesteine erstarrten bzw. in seiner nahen Umgebung durch Kontakt metamorphosiert wurden. Sonst bilden die höchste tertiäre Schicht die Unteren Bunten Mergel (Steigerwald-Formation), welche in engem Ring um den höheren Steinsberg, besonders aber im Bogen um den Oberlauffächer auf den Höhenrücken im Großen Wald liegen. Die oberenr Oberläufe darin fließen dagegen lange auf Schilfsandstein (Stuttgart-Formation), der im Bereich des Ilvesbachs selbst bis etwas nach Hammerau reicht. Dort etwa beginnt dann am höheren rechten Talhang der geologisch tiefere Gipskeuper (Grabfeld-Formation), der sich bis etwa zum Rauwiesensee zieht, jedoch auch im nördlichen Einzugsgebiet in den höheren Lagen ansteht. Um ǵanzen übrigen, schon flachhügeligeren Bereich bis etwa zur A 6 sind die älteren Gesteine flächenhaft durch Lösssediment aus dem Quartär überlagert. Nordöstlich davon beginnt nach einer Übergangszone aus Fließerdefolgen die sehr flache und breite, von Auenlehm eingenommene Talebene der Elsenz.
Dass bei Hammerau am Hang der geologisch tiefere Gipskeuper ansteht, während im Talgrund der geologisch höhere Schilfsandstein liegt, ist einer von Südsüdwesten nach Nordnordosten bis etwa zum Zufluss des Immelhäusergrabens ziehenden Störungslinie geschuldet, deren Tiefscholle rechts liegt. Eine kürzere, ebenfalls flussaufwärts zum Ilvesbach abtreppende Störungslinie verläuft durch die Mulde des Bachs aus dem Reut nordwestlich.

## Rückhaltebecken Rauhwiesensee

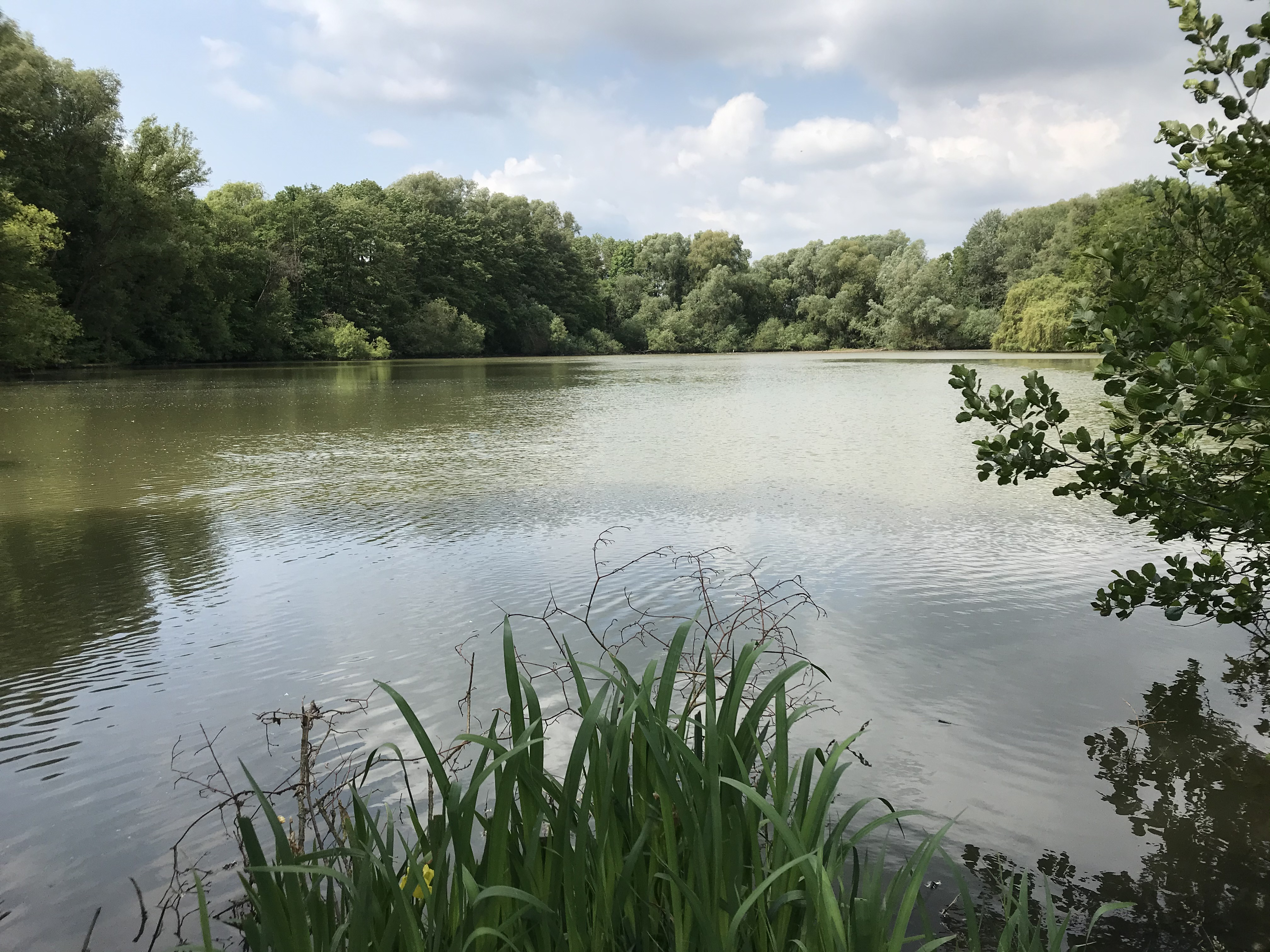
Rückhaltebecken Rauhwiesensee

Der am Mittellauf auf etwa 167 m ü. NHN durch einen 3,9 Meter hohen Erddamm aufgestaute Rauhwiesensee wurde 1978 zum Hochwasserschutz und auch zu Freizeitzwecken angelegt. Er hat eine Dauerstaufläche von 2,3 ha und staut zu gewöhnlichen Zeiten 25.000 m³, im Falle hoher Wasserführung des Ilvesbachs bis zu 13.000 m³ mehr; der Abfluss ist ungesteuert. Der See ist von einem teils breiten Baumgürtel umgeben.

## Natur und Schutzgebiete
Der Ilvesbach ist als feinmaterialreicher karbonatischer Mittelgebirgsbach klassifiziert. Seinen drei Quellarmen laufen im oder aus dem Wald einige trockene Klingenrisse zu. Er fließt überall recht geradlinig, begleitet von einer anfangs recht dünnen und sogar aussetzenden Gehölzreihe, die erst am Mittellauf dichter wird.
Diesem Mittellauf entlang zieht sich beidseits des Bachs fast zwei Kilometer lang das 39 ha große Naturschutzgebiet Feuchtgebiete am Ilvesbach. Vom Steinsberg herab erstreckt sich ein großer Teil des Landschaftsschutzgebietes Steinsberg fast bis ans rechte Ufer des Mittellaufes. Am Nordrand ragt ein kleiner Teil des großen Landschaftsschutzgebietes Unteres und Mittleres Elsenztal herein.

### LUBW
Amtliche Online-Gewässerkarte mit passendem Ausschnitt und den hier benutzten Layern: Lauf und Einzugsgebiet des Ilvesbachs

Allgemeiner Einstieg ohne Voreinstellungen und Layer: Daten- und Kartendienst der Landesanstalt für Umwelt Baden-Württemberg (LUBW) (Hinweise)
1. 1 2 3  Höhe nach dem Höhenlinienbild auf dem Hintergrundlayer Topographische Karte.
2. 1 2  Länge nach dem Layer Gewässernetz (AWGN).
3. ↑  Einzugsgebiet aufsummiert aus den Teileinzugsgebieten nach dem Layer Basiseinzugsgebiet (AWGN).
4. ↑  Höhe nach schwarzer Beschriftung auf dem Hintergrundlayer Topographische Karte.
5. 1 2  Seefläche nach dem Layer Stehende Gewässer.
6. 1 2  Einzugsgebiet nach dem Layer Basiseinzugsgebiet (AWGN).
7. 1 2 3  Länge abgemessen auf dem Hintergrundlayer Topographische Karte.
8. ↑  Einzugsgebiet abgemessen auf dem Hintergrundlayer Topographische Karte.
9. ↑  Daten zum Rauwiesensee nach bach dem Layer Stauanlage.
10. ↑  Fließgewässertyp nach dem einschlägigen Layer.
11. ↑  Schutzgebiete nach den einschlägigen Layern, Natur teilweise nach dem Layer Biotop.

### Andere Belege
1. ↑  Die Namensform Ilversbach findet sich etwa:
  - im Band 10 des Jahresberichts an die Mitglieder der Sinsheimer Gesellschaft zur Erforschung der Vaterländischen Denkmale der Vorzeit von 1844 – online bei Google Books;
  - auf einer privaten Website (Memento des Originals vom 13. Mai 2018 im Internet Archive)  Info: Der Archivlink wurde automatisch eingesetzt und noch nicht geprüft. Bitte prüfe Original- und Archivlink gemäß Anleitung und entferne dann diesen Hinweis. über den Kraichgau in einer Liste der Elsenz-Zuflüsse und auf einer offenbar älteren Karte dort (gewestet);
  - auf einer PDF-Datei der Universität Stuttgart über die Geschichte Sinsheims;
  - auf dem Meßtischblatt 6719 Sinsheim von 1877 in der Deutschen Fotothek.
2. ↑  Josef Schmithüsen: Geographische Landesaufnahme: Die naturräumlichen Einheiten auf Blatt 161 Karlsruhe. Bundesanstalt für Landeskunde, Bad Godesberg 1952. → Online-Karte (PDF; 5,1 MB)
3. ↑  Geologie nach den Layern zu Geologische Karte 1:50.000 auf: Mapserver des Landesamtes für Geologie, Rohstoffe und Bergbau (LGRB) (Hinweise)